# Thai Binh
Thai Binh (vietnamita: Thái Bình) é uma província do Vietnã.